# Jean de Bourg (1286-1313)
Jean de Bourg, né en 1286 et mort le 18 juin 1313, est un noble irlandais du début du XIVe siècle.

## Biographie
Jean de Bourg est le fils aîné du puissant seigneur irlandais Richard le Jeune, comte d'Ulster, et de son épouse Marguerite. Héritier du comté d'Ulster, il épouse le 30 septembre 1308 Élisabeth de Clare à Waltham Abbey, dans l'Essex,. Cette dernière est la sœur de Gilbert de Clare, comte de Gloucester et de Hertford, alors l'un des plus puissants magnats du royaume d'Angleterre. Richard le Jeune décide de conclure une double alliance avec la famille de Clare en faisant également épouser au comte sa fille Maud.
Après la cérémonie, Jean retourne seul en Irlande, probablement parce que sa nouvelle épouse est jugée encore jeune pour l'y accompagner. Elle l'y rejoint le 15 octobre 1309, peu après ses quatorze ans. Le 17 septembre 1312, Élisabeth de Clare met au monde un fils, Guillaume le Comte Brun. Pourtant, quelques mois plus tard, le 18 juin 1313, son époux Jean est tué de façon inattendue à Galway au cours d'une escarmouche mineure. Le jeune Guillaume devient alors l'héritier de l'Ulster et succède à son grand-père Richard à sa mort en 1326.